# Апостольский нунций в Словакии
Апостольский нунций в Словацкой Республике — дипломатический представитель Святого Престола в Словакии. Данный дипломатический пост занимает церковно-дипломатический представитель Ватикана в ранге посла. Как правило, в Словакии апостольский нунций является дуайеном дипломатического корпуса, так как Словакия — католическая страна. Апостольская нунциатура в Словакии была учреждена на постоянной основе 1 января 1993 года, после признания Святым Престолом распада Чехословакии. Её резиденция находится в Братиславе.
В настоящее время Апостольским нунцием в Словакии является архиепископ Никола Джирасоли , назначенный Папой Франциском 2 июля 2022 года.

## История
Апостольская нунциатура в Словакии, в качестве постоянной нунциатуры, была учреждена 1 января 1993 года, бреве Ad firmiores reddendas папы римского Иоанна Павла II, после признания Святым Престолом независимости Чехии, возникшей после распада Чехословакии.
Предшественницей Апостольской нунциатуры в Словакии была Апостольская нунциатура в Чехословакии учреждённая в 1920 году. В 1950 году дипломатические отношения между Святым Престолом и Чехословакии, в связи с установлением коммунистического режима, были прерваны и восстановлены только в 1989 году.

## Апостольские нунции в Словакии
- Джованни Коппа — (1 января 1993 — 2 марта 1994 — оставлен на посту апостольским нунцием в Чехии);
- Луиджи Доссена — (2 марта 1994 — 8 февраля 2001, в отставке);
- Хенрик Юзеф Новацкий — (8 февраля 2001 — 28 ноября 2007 — назначен апостольским нунцием в Никарагуа);
- Марио Джордана — (15 марта 2008 — 1 апреля 2017, в отставке);
- Джакомо Гвидо Оттонелло — (1 апреля 2017 — 31 октября 2021, в отставке);
- Никола Джирасоли — (2 июля 2022 — по настоящее время).